# 덕산초등학교 (경북)
덕산초등학교는 대한민국 경상북도 청도군에 있는 공립 초등학교이다.

## 학교 연혁
- 1935년 9월 11일 각북공립보통학교 설립인가(각북면 남산리)
- 1949년 10월 5일 각북국민학교 덕촌분교장 인가
- 1951년 3월 31일 덕산국민학교 인가
- 1951년 5월 4일 덕산국민학교 개교
- 1985년 9월 1일 덕산초등학교 병설유치원 개원
- 1996년 3월 1일 덕산초등학교로 개칭
- 1998년 3월 1일 각북초등학교 통합
- 2010년 9월 1일 경상북도교육청 지정 사교육없는 학교 시범학교 운영
- 2014년 3월 1일 제21대 손기락 교장 부임
- 2015년 2월 13일 제62회 졸업식(누계 2,553명)
- 2015년 3월 2일 초등학교 신입생 3명, 병설유치원 신입생 5명 입학

## 참고 자료
- 덕산초등학교 - 한국교육학술정보원 학교알리미